# Elliott Reid
Pour les articles homonymes, voir Reid.
Elliott Reid (parfois crédité Ted Reid), né le 16 janvier 1920 à Manhattan (New York), (États-Unis) et mort le 21 juin 2013 à Studio City (Los Angeles, Californie), est un acteur et scénariste américain.

## Biographie
Au théâtre, Elliott Reid joue à Broadway (New York) dans cinq pièces et deux revues. Il débute en 1937 sur les planches new-yorkaises, dans Jules César de William Shakespeare (auteur qu'il joue de nouveau à Broadway en 1948), avec Orson Welles — également metteur en scène et producteur — qu'il retrouve l'année suivante (1938). Il se produit pour la dernière fois à Broadway en 1960, dans la revue From A to Z (en), dont l'un des auteurs du livret est le jeune Woody Allen.
Au cinéma, il contribue à seulement vingt-et-un films (américains, sauf le dernier, australien), répartis entre 1940 et 1988, notamment quatre productions des Studios Disney dans les années 1960 (ainsi, Le Fantôme de Barbe-Noire en 1968). Un de ses films les mieux connus est Les hommes préfèrent les blondes en (1953), où il interprète le détective Ernie Malone, aux côtés de Marilyn Monroe et Jane Russell.
À la télévision, Elliott Reid joue dans cinquante-neuf séries, de 1954 à 1995, ainsi que dans un téléfilm en 1977. En outre, dans les années 1980, il collabore à cinq séries comme scénariste (voir sa filmographie ci-dessous).
Enfin, durant sa carrière, il est aussi acteur à la radio.

## Filmographie

### Au cinéma (intégrale)
Films américains, sauf mention contraire
- 1940 : The Ramparts We Watch (en) de Louis De Rochemont
- 1943 : Young Ideas de Jules Dassin
- 1944 : L'Odyssée du docteur Wassell (The Story of Dr. Wassell) de Cecil B. DeMille
- 1947 : Othello (A Double Life) de George Cukor
- 1950 : Sierra d'Alfred E. Green
- 1951 : The Whip Hand (en) de William Cameron Menzies
- 1953 : Les hommes préfèrent les blondes (Gentlemen prefer Blondes) d'Howard Hawks

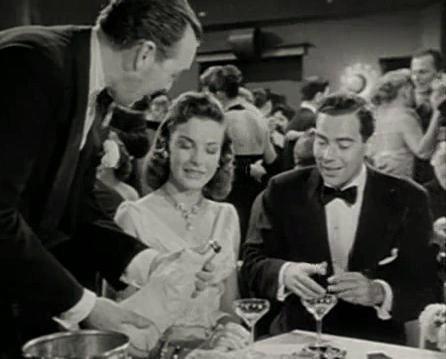
Avec Jean Peters, dans Vicki (1953)

- 1953 : Le crime était signé (Vicki) d'Harry Horner
- 1954 : Les femmes mènent le monde (Woman's World) de Jean Negulesco
- 1960 : Procès de singe (Inherit the Wind) de Stanley Kramer
- 1961 : Monte là-d'ssus (The Absent-Minded Professor) de Robert Stevenson
- 1963 : Mercredi soir, 9 heures... (Who's been sleeping in my Bed ?) de Daniel Mann
- 1963 : The Wheeler Dealers d'Arthur Hiller
- 1963 : Après lui, le déluge (Son of Flubber) de Robert Stevenson
- 1963 : Le Piment de la vie (The Thrill of it All) de Norman Jewison
- 1963 : Pousse-toi, chérie (Move Over, Darling) de Michael Gordon
- 1966 : Demain des hommes ou Suivez-moi, les gars (Follow Me, Boys !) de Norman Tokar
- 1968 : Le Fantôme de Barbe-Noire (Blackbeard's Ghost) de Robert Stevenson
- 1969 : Some Kind of a Nut (en) de Garson Kanin
- 1978 : Le ciel peut attendre (Heaven can wait) de Warren Beatty et Buck Henry
- 1988 : Einstein junior (Young Einstein) de Yahoo Serious (en) (film australien)

### À la télévision (séries)
Comme acteur (sélection)
- 1955-1958 : Alfred Hitchcock présente (Alfred Hitchcock presents), Saison 1, épisode 8 Our Cook's a Treasure (1955) de Robert Stevens ; Saison 4, épisode 6 Design for Loving (1958) de Robert Stevens
- 1959 : Première série Perry Mason, Saison 3, épisode 5 The Case of the Startled Stallion de William D. Russell
- 1963 : Suspicion (The Alfred Hitchcock Hour), Saison 2, épisode 10 Good-Bye, George de Robert Stevens
- 1964 : Les Accusés (The Defenders), Saison 3, épisode 14 Claire Chevel died in Boston de Paul Bogart
- 1965 : Les Monstres (The Munsters), Saison 1, épisode 24 Mais c'est la passion (Love locked Out) de Charles Barton
- 1966 : Les Mystères de l'Ouest (The Wild Wild West), Saison 1 épisode 28, La Nuit de la Peste subite (The Night of the Sudden Plague), de Irving J. Moore : Governor Marcus Hawthorne
- 1983 : Bizarre, bizarre (Tales of the Unexpected), Saison 6, épisode 13 Youth from Vienna de Norman Lloyd
- 1984 : Drôle de vie (The Facts of Life), Saison 6, épisode 12 The Rich aren't Different
- 1985 : Petite Merveille (Small Wonder), Saison 1, épisode 11 Child Genius ou Child Prodigy de Peter Baldwin
- 1987 : Femmes d'affaires et dames de cœur (Designing Women), Saison 2, épisode 5 Half an Air Bubble Off
- 1988 : Arabesque (Murder, she wrote), Saison 4, épisode 15 Drame en trois actes (Mourning among the Wisterias) de Walter Grauman

Comme scénariste (intégrale)
- 1981 : Lou Grant, Saison 4, épisode 12 Search
- 1981 : La croisière s'amuse (Love Boat), Saison 5, épisode 10 Isaac radioactif (Love, Honor and Obey / Gladys and Agnes / Radioactive Isaac) de Robert Scheerer
- 1982 : Love, Sidney, Saison 1, épisode 20 Sidney and the Actress de Mel Ferrer
- 1983-1988 : AfterMASH, Saison 1, épisode 5 Night Shift (1983), épisode 11 Bladder Day Saints (1983) et épisode 17 Odds and Ends (1984)

## Théâtre (à Broadway)
- 1937-1938 : Jules César (Julius Caesar) de William Shakespeare, mise en scène d'Orson Welles, production de John Houseman et Orson Welles, musique de scène de Marc Blitzstein, avec Joseph Cotten, George Coulouris, Martin Gabel, Norman Lloyd, Orson Welles
- 1938 : Le Jour de fête du cordonnier (The Shoemakers' Holiday) de Thomas Dekker, mise en scène d'Orson Welles, production de John Houseman et Orson Welles, avec John Berry, Joseph Cotten, George Coulouris, Ruth Ford, Norman Lloyd, Vincent Price
- 1948 : Macbeth de William Shakespeare, avec Martin Balsam, Russell Collins, John Cromwell, Julie Harris, Lamont Johnson, Michael Redgrave, Flora Robson
- 1949 : Two Blind Mice de (et mise en scène par) Sam Spewack, avec Melvyn Douglas
- 1950 : The Live Wire de (et mise en scène par) Garson Kanin, production de Michael Todd, avec Jack Gilford
- 1951-1952 : Two on the Aisle, revue, musique de Jule Styne, lyrics et livret de Betty Comden et Adolph Green, avec Dolores Gray, Bert Lahr
- 1960 : From A to Z, revue, musique et lyrics de divers auteurs, livret de Woody Allen, Herbert Farjeon et Nina Warner Hook, avec Hermione Gingold, Bob Dishy, Larry Hovis